# 사이토 마사키 (축구 선수)
사이토 마사키(일본어: 齋藤 将基, 1980년 6월 23일 ~ )는 일본의 전 축구 선수이다.

## 구단 경력
과거 도쿄 베르디에서 활동하였다.